# Abadia de Tournus
L'abadia de Tournus o de Sant Filibert fou un establiment religiós benedictí a Tournus, departament de Saône-et-Loire a la regió de Borgonya-Franc Comtat, encara conservat en gran part sent un dels principals del romànic a França.
El 175 Tournus fou un campament romà; el 177 s'hi va instal·lar un cristià de nom Valerià, fugint de les persecucions i va evangelitzar la zona. Fou decapitat el 179 i fou enterrat al lloc on després va estar la cripta de l'església, esdevenint lloc de culte clandestí. Al segle iv es va construir un oratori després de l'Edicte de Milà. Al segle vi Gregori de Tours esmenta un santuari al lloc i el rei Guntram de Borgonya hi va implantar un monestir de fundació reial.
El 731 fou damnat pels sarraïns. El 19 de març del 875 Carles el Calb va donar l'abadia i el poble de Tournus als monjos de Sant Filibert de Noirmoutier. Els monjos s'hi havien instal·lat des de 863 com a protecció contra els normands i van portar les relíquies de Sant Filibert. Entre 889 i 1316 l'abadia encunyà moneda. Aimí fou abat del 928 al 946 i sota el seu govern es va produir la invasió dels hongaresos (936-937) que va damnar les edificacions. El 960 fou elegit abat Esteve, que va fer reconstruir tota l'abadia i el 979 les relíquies de Sant Filibert foren traslladades a un sarcòfag. Wagó fou abat del 980 al 1008. El 16 d'octubre del 1006 va patir un incendi. En el segle xi i xii es van fer diverses construccions i així destaquen l'abat Bernier (1008-1028) sant Ardaí (1028-1056), Pere I (1066-1105) i Francó de Rouzay (1114-1120). El 1140 s'hi van traslladar les relíquies de Sant Ardaí. El palau abacial es va construir al segle xv i el 1498 l'abadia fou donada en comanda; el 1562 fou saquejada pels hugonots i va acabar suprimida el 1627 i s'hi van establir canonges regulars fins al 1785 esdevenint propietat comunal el 1790. El culte va retornar el 1802 i declarada monument històric el 1840 fou restaurada de 1841 a 1851 per l'arquitecte Charles-Auguste Questel.
El document del 875 es va donar a Châlons-sur-Saône confirmant les possessions de l'abadia entre les quals el priorat de Godet al Velai. Està subscrit per Sigebud de Narbona i altres bisbes entre els quals Guiu de Velai, Aganulf de Gavaldà, Gilbert de Nimes, Abbó de Magalona, Alaric de Besiers, Frodoí de Barcelona, Teuter de Girona i Eteri de Viviers.